# Sniper Advanced Targeting Pod
Lo Sniper Advanced Targeting Pod, o Sniper ATP, è un sistema di acquisizione del bersaglio a lunga precisione. Dopo l'individuazione, calcola la distanza e le sue coordinate, trasferendo poi i dati all'arma che il pilota sceglierà di usare.

## Caratteristiche
Lo Sniper ATP riesce ad agganciare il bersaglio permettendo al pilota dell'aereo di rimanere lontano dalle difese contraeree. Relativamente leggero, ha una portata 3-5 volte superiore al LANTIRN. Le sue componenti interne, come il FLIR, la telecamera CCD, un nuovo sistema di lettura delle immagini, un accorgimento per tutelare la vista del pilota e il sistema di guida laser gli consentono di essere all'avanguardia nel suo campo.

Così come il LITENING AT, anche lo Sniper ATP riesce a colpire obiettivi designati col laser dalle forze terrestri.
Anche la sua manutenzione è semplice. Un test automatico, già presente nel software che verrà installato nello Sniper ATP, permette di individuare velocemente se ci sono problemi o meno, e in caso affermativo si può sostituire la parte danneggiata in soli venti minuti

## Storia
L'appalto lanciato dall'USAF per la costruzione di un nuovo ATP venne vinto dalla Lockheed Martin nell'agosto 2001. Inizialmente venne montato solo sui F-15E e su alcuni Block (serie) dell'F-16, con cui tra l'altro ha "partecipato" alla guerra in Iraq, ma di recente è stato introdotto nell'equipaggiamento disponibile per gli A-10 Thunderbolt II e B-1 Lancer.